# Religión en la Unión Europea
| Religión en la Unión Europea (en 2012) | Religión en la Unión Europea (en 2012) | Religión en la Unión Europea (en 2012) | Religión en la Unión Europea (en 2012) | Religión en la Unión Europea (en 2012) |
| -------------------------------------- | -------------------------------------- | -------------------------------------- | -------------------------------------- | -------------------------------------- |
| Religión                               | Religión                               |                                        | Porcentaje                             | Porcentaje                             |
| Cristianismo                           | Cristianismo                           |                                        | 72 %                                   | 72 %                                   |
| Irreligión                             | Irreligión                             |                                        | 25 %                                   | 25 %                                   |
| Islam y otros                          | Islam y otros                          |                                        | 3 %                                    | 3 %                                    |

La religión en la Unión Europea se practica en el marco de la libertad de culto garantizada por cada Estado miembro de la organización. Sin embargo, mediante el artículo 17 del Tratado de Funcionamiento de la Unión Europea (TFUE), la Unión cuenta con un fundamento jurídico para un diálogo regular entre sus instituciones y las iglesias, asociaciones religiosas y organizaciones filosóficas o no confesionales.
El Parlamento Europeo ha definido la laicidad como «la estricta separación de las autoridades religiosas y políticas», lo que según dicha institución conlleva el rechazo de “cualquier injerencia religiosa en el funcionamiento de las instituciones públicas, así como de cualquier injerencia pública en materia religiosa”. No obstante este principio esta sometido al objetivo primordial de “hacer respetar las normas de seguridad y preservar el orden público”.
En los 27 Estados miembros de la Unión Europea, así como de los Estados en negociaciones de adhesión (Albania, Macedonia del Norte, Montenegro, Serbia, existen algunas diferencias por motivos religiosos entre sus habitantes. En general, la mayoría de ciudadanos europeos que profesan alguna religión se adscriben al cristianismo, en alguna de sus diferentes ramas (católica, protestante u ortodoxa). Así, mientras que en algunos países como Italia, España, Francia o Irlanda predomina la religión católica; en otros como Suecia o Dinamarca predomina la religión protestante, y en otros como Grecia o Rumania la religión ortodoxa. 
Además, el porcentaje de agnósticos y ateos en los estados de la UE también varía según el estado en el que se encuentre. Por otra parte se encuentran casos, como Dinamarca, donde existe una religión de carácter estatal. La aconfesionalidad del estado no es por tanto un requisito para entrar en la Unión (siendo este un aspecto interno de cada país) pero sí que se garantice la libertad religiosa para cualquier credo, según recoge la Carta de los Derechos Fundamentales.

## Situación en cada Estado miembro de la Unión Europea
| Estado        | "Creo" | "Creo que hay algún espíritu o fuerza vital" | "No creo que haya ningún Dios, espíritu o fuerza vital" | "No contestaron" |
| ------------- | ------ | -------------------------------------------- | ------------------------------------------------------- | ---------------- |
| Alemania      | 44%    | 25%                                          | 27%                                                     | 4%               |
| Austria       | 44%    | 38%                                          | 12%                                                     | 6%               |
| Bélgica       | 37%    | 31%                                          | 27%                                                     | 5%               |
| Bulgaria      | 36%    | 43%                                          | 15%                                                     | 6%               |
| Chequia       | 16%    | 44%                                          | 37%                                                     | 3%               |
| Chipre        | 88%    | 8%                                           | 3%                                                      | 1%               |
| Croacia       | 69%    | 22%                                          | 7%                                                      | 2%               |
| Dinamarca     | 28%    | 47%                                          | 24%                                                     | 1%               |
| Eslovaquia    | 63%    | 23%                                          | 13%                                                     | 1%               |
| Eslovenia     | 32%    | 36%                                          | 26%                                                     | 6%               |
| España        | 59%    | 20%                                          | 19%                                                     | 2%               |
| Estonia       | 18%    | 50%                                          | 29%                                                     | 3%               |
| Finlandia     | 33%    | 42%                                          | 22%                                                     | 3%               |
| Francia       | 27%    | 27%                                          | 40%                                                     | 6%               |
| Grecia        | 79%    | 16%                                          | 4%                                                      | 1%               |
| Hungría       | 45%    | 34%                                          | 20%                                                     | 1%               |
| Irlanda       | 70%    | 20%                                          | 7%                                                      | 3%               |
| Italia        | 74%    | 20%                                          | 6%                                                      | 0%               |
| Letonia       | 38%    | 48%                                          | 11%                                                     | 3%               |
| Lituania      | 47%    | 37%                                          | 12%                                                     | 4%               |
| Luxemburgo    | 46%    | 22%                                          | 24%                                                     | 8%               |
| Malta         | 94%    | 4%                                           | 2%                                                      | 0%               |
| Países Bajos  | 28%    | 39%                                          | 30%                                                     | 3%               |
| Polonia       | 79%    | 14%                                          | 5%                                                      | 2%               |
| Portugal      | 70%    | 15%                                          | 12%                                                     | 3%               |
| Rumanía       | 92%    | 7%                                           | 1%                                                      | 0%               |
| Suecia        | 18%    | 45%                                          | 34%                                                     | 3%               |
| Unión Europea | 51%    | 26%                                          | 20%                                                     | 3%               |

Según un estudio de la Comisión Europea en 2005, cuatro de cada cinco ciudadanos de la Unión Europea tenían creencias religiosas o espirituales. Más en concreto, el 52 % de la población afirmó creer en la existencia de Dios y un 27 % dijeron creer en la existencia de alguna clase de espíritu o fuerza vital. Sólo el 18 % de los ciudadanos declararon no tener ningún tipo de creencia religiosa.
En el conjunto de la UE, según un eurobarómetro de 2006, el 46 % de los ciudadanos europeos considera que la religión ocupa una posición muy importante en la sociedad. Así, entre los países donde la religión tendría mayor importancia para la población se encuentran Chipre, Italia, Malta, Eslovaquia, Eslovenia, Polonia, Portugal y España, en ese orden.
Según los últimos eurobarómetros, mientras que tan solo menos de un 2 % de malteses no creen en la existencia de Dios, en España, el 24 % de la población se declara no creyente o atea y en Francia entre el 30-35 %. Los países con porcentajes más altos de ateísmo o agnosticismo son República Checa (60%) y Estonia (76 %).

## Posible interpretación religiosa de la bandera de Europa
Si bien la bandera fue presentada por el presidente del Consejo de Europa Liam Cosgrave el 13 de diciembre de 1955 bajo el lema de que «esta bandera no representa ni países, ni estados ni razas» y que ni las estrellas ni el fondo azul son propiamente símbolos religiosos, hay personas que defienden la presencia de un simbolismo católico en ella.
Esto se debe a que el propio autor del diseño, Arsène Heitz, declaró en 2004 en la revista Lourdes Magazine haberse inspirado al leer pasaje del Libro del Apocalipsis con el texto «Y apareció en el cielo un gran signo: una Mujer revestida del sol, con la luna bajo sus pies y una corona de doce estrellas en su cabeza» (Ap 12:1).